# Veniamin Kaverin

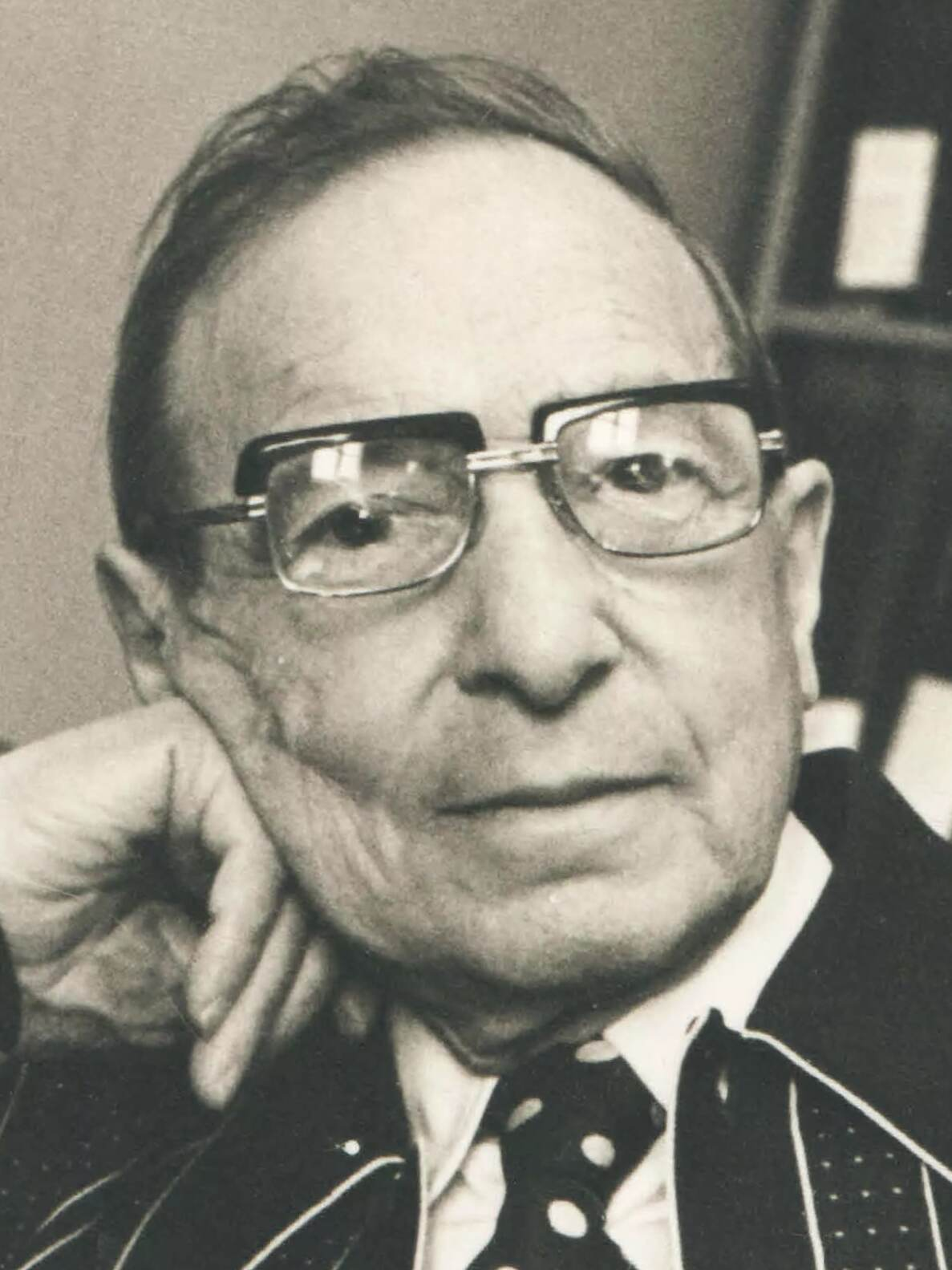
1970

Veniamin Aleksandrovitsj Kaverin (Russisch: Вениамин Александрович Каверин), pseudoniem van: Veniamin Aleksandrovitsj Zilber (Russisch: Вениамин Александрович Зильбер) (Pskov, 19 april 1906 – Moskou, 2 mei 1989) was een Russisch schrijver.
In de jaren twintig van de twintigste eeuw was Kaverin lid van de literaire groep de Serapionbroeders. In die tijd schreef hij de satirische roman Het einde van het dievenhol (1925) over een misdadigersbende in Sint-Petersburg ten tijde van de Nieuwe Economische Politiek.
Kaverin stond bekend om zijn vormexperimenten. Een voorbeeld is De onbekende kunstenaar (1931): in de vorm van een literair dagboek, als een voorstudie voor een roman, laat hij een miskend kunstenaar ten strijde trekken tegen de waarden van de nieuwe tijd. 
Het bekendste werk van Kaverin is zijn als feuilleton gepubliceerde avonturen- en ontwikkelingsroman De twee kapiteins (1938-1944) over een expeditie naar het noordpoolgebied. Hij kreeg hiervoor de Stalinprijs.
In 1966 publiceerde Kaverin een biografie van Osip Mandelstam. Ook zette hij zich op latere leeftijd in voor de herwaardering van het literaire werk van de Serapionbroeders in de jaren twintig.